# Médiateur de la République (France)
Pour les articles homonymes, voir Médiateur de la République.
En France, le médiateur de la République était une « autorité administrative indépendante » ayant existé entre 1973 et 2011. Le médiateur de la République était chargé d’améliorer, par son action, les relations des citoyens avec l’administration. Il intervenait dans les litiges qui les opposent en tentant de proposer des solutions.
Depuis 2011, ces compétences sont exercées par le Défenseur des droits.

## Présentation
Le médiateur de la République était une autorité administrative indépendante spéciale.
Inspiré de l’Ombudsman suédois et du commissaire parlementaire anglais, son rôle était de dénoncer les travers de l’administration.
Sa compétence était très étendue et comprenait l’activité des administrations d’État, des collectivités locales, des établissements publics, et des organismes chargés d’une mission de service public.
Depuis la loi du 3 janvier 1973, cinq lois ont étendu les compétences du médiateur :
- la loi du 24 décembre 1976 renforçait les liens avec le Parlement, précisait les relations avec les juridictions, élargissait les bases de l’action en équité, autorisait la proposition de réforme législative ;
- la loi du 13 janvier 1989 renforçait l’indépendance du médiateur ;
- la loi d’orientation du 6 février 1992 rendait possible la saisine du médiateur par les personnes morales ;
- la loi du 12 avril 2000 rendait possible pour le médiateur de s’auto-saisir en matière de réforme ; consacrait l’existence des délégués et définissait leur rôle, en instaurant la présentation d’un rapport annuel au Parlement ;
- l’ordonnance du 25 mars 2004 précisait que les délégués exercent leurs fonctions à titre bénévole.

## Médiateurs de la République
Le médiateur de la République était nommé par le Conseil des ministres pour six ans non renouvelables.
Ce caractère non renouvelable était une condition de son indépendance, qui se caractérisait aussi par sa soustraction au pouvoir hiérarchique : il ne recevait pas d’ordre et ne pouvait être relevé de ses fonctions qu’en cas d’empêchement dûment constaté.
- 1973-1974 : Antoine Pinay[3]
- 1974-1980 : Aimé Paquet[4]
- 1980-1986 : Robert Fabre[5]
- 1986-1992 : Paul Legatte[6]
- 1992-1998 : Jacques Pelletier[7]
- 1998-2004 : Bernard Stasi[8]
- 2004-2011 : Jean-Paul Delevoye[9],[10]

## Les délégués du médiateur de la République
Les délégués (environ trois cents) étaient nommés pour une durée d'un an renouvelable. Ils effectuaient des permanences dans les préfectures, voire les mairies, les maisons de la Justice et du Droit, maisons des services publics ou des centres sociaux. Ils devaient consacrer au moins deux demi-journées par semaine à la mission qui leur était confiée en raison de leurs compétences professionnelles (juridiques, administratives, rédaction, qualité relationnelle, connaissance des différentes formes de médiation…).
Contrairement au médiateur de la République, le délégué était un interlocuteur direct. En cas d'échec de son intervention, il orientait le citoyen vers un parlementaire qui devait porter la réclamation à la connaissance du médiateur de la République.

## Regroupement des médiateurs des services publics
Le médiateur de la République s'était associé, en 2002, avec d'autres médiateurs de services publics qui disposaient, selon les textes, d'une position d'indépendance vis-à-vis de l'institution :
- la Caisse des dépôts et consignations - sans indication du service médiation ;
- EDF ;
- le médiateur de l'éducation nationale et de l'enseignement supérieur ;
- la Fédération française des sociétés d'assurances ;
- France 2 ;
- France 3 ;
- Gaz de France ;
- le médiateur de la Poste ;
- le ministère de l’Économie, des Finances et de l’Industrie ;
- la RATP ;
- le médiateur du service universel postal remplacé par le médiateur de La Poste ;
- la SNCF ;
- le médiateur de la ville de Paris.

## Pouvoirs
Le médiateur de la République ne peut être saisi directement par des particuliers mais seulement par l’intermédiaire d’un parlementaire (député ou sénateur du choix de l'administré).
Dans les faits, il pouvait être saisi directement. Dans ce cas, il transmettait la plainte à un parlementaire pour que celle-ci lui soit communiquée dans les formes.
S'il est saisi directement en cas d’urgence et pour une situation d'une importance particulière, la saisine est régularisée a posteriori.
Sa force vient du fait qu’il est libéré de toute procédure pour dénoncer l’illégalité ou l’inefficacité de l’administration. Il n’a pas de pouvoir de sanction ; il peut seulement recommander une solution appropriée au cas précis. Il dispose de pouvoirs d’instruction. Il peut aussi, bien qu’il ne l’ait jamais fait, saisir le parquet. Enfin avec ces informations collectées, il peut proposer des réformes globales.
Il n’a pas le pouvoir d’empiéter sur les tribunaux (impossibilité d'intervenir dans une procédure engagée devant un tribunal ou de remettre en cause le bien-fondé d'une décision rendue par un tribunal).
Toutefois, s’il ne parvient pas à une solution acceptée avec l’Administration, il dispose de pouvoirs particuliers :
- un pouvoir disciplinaire de substitution : il peut engager une procédure disciplinaire à l’encontre d’un agent manifestement fautif si l’autorité compétente refuse de le sanctionner ;
- un pouvoir d’injonction : il peut, « en cas d’inexécution d’une décision de justice », obliger l’Administration à s’y conformer dans un délai qu’il fixe. Si cette injonction n’est pas suivie d’effet, l’inexécution de la décision de justice peut faire l’objet d’un rapport spécial, publié au Journal officiel ;
- un pouvoir d’enquête : Les ministres et toutes les autorités publiques doivent faciliter la tâche du médiateur de la République et leur concours peut s’avérer précieux dans des domaines complexes et sensibles : il peut, par exemple, demander à la Cour des comptes d’ouvrir des enquêtes et de fournir une expertise technique ;
- un pouvoir de réforme : Le médiateur a la possibilité de demander la modification de la loi ou du règlement par une proposition de réforme, au-delà des cas individuels qui lui sont soumis, afin d’améliorer le fonctionnement de l’administration ou empêcher les situations injustes de se reproduire.

Tous ces pouvoirs sont les garants de l’indépendance et de l’efficacité de l’action du médiateur de la République.

## Régime de ses actes
Un débat doctrinal sur la nature réelle du médiateur et le régime de ses actes a opposé Guy Braibant et Yves Gaudemet. Pour le premier, le médiateur était forcément rattachable à l'exécutif puisqu'il n'était ni un organe législatif ni un organe judiciaire et était donc une autorité administrative indépendante. Pour Gaudemet, le médiateur ne pouvait entrer dans la classification tripartite de la séparation des pouvoirs non seulement en raison de son origine étrangère mais surtout car il a été créé pour contrôler autrement l'administration et qu'en conséquence lui reconnaître le statut d'autorité administrative l'aurait soumis au droit administratif lourd et procédural qui l'aurait rendu inefficace.
Le Conseil d’État a tranché avec l'arrêt Retail du 10 juillet 1981. Le médiateur était bien une autorité administrative indépendante. À ce titre, les actes accomplis dans le cadre de sa mission de médiateur n'était pas susceptibles de recours devant le juge administratif. À l'opposé, les actes d’organisation tels que la nomination des délégués départementaux pouvaient faire l'objet d'un recours.